# Ortaçeşme, Beykoz
Ortaçeşme là một xã thuộc huyện Beykoz, tỉnh Istanbul, Thổ Nhĩ Kỳ.